# Biały Murek
Biały Murek – grupa skał we wsi Trzebniów, w województwie śląskim, w powiecie myszkowskim, w gminie Niegowa. Skały znajdują się w lesie po zachodniej stronie drogi z Trzebniowa do Ludwinowa. Pod względem geograficznym jest to obszar Wyżyny Częstochowskiej.
Do skał Biały Murek można dojść odchodzącym od tej drogi czerwonym Szlakiem Orlich Gniazd. Na pierwszym obniżeniu za wzniesieniem odchodzi od niego w lewo polna, piaszczysta droga. W odległości około 250 m od jej początku po jej lewej stronie znajduje się Biały Murek. Znajduje się w lesie w odległości około 100 m od drogi i jest z niej niewidoczny.
Skały Biały Murek mają postać krótkiego muru skalnego o pionowych lub połogich ścianach wysokości do 12 m. Składa się z kilku skał oddzielonych szczelinami i kominami. Wspinacze skalni skały te odkryli dość późno. Większość dróg dróg wspinaczkowych poprowadzono w 2015 r. W 2021 r. na skałach odnowiono i uzupełniono asekurację. Są 22 drogi o trudności od III do VI.1+ w skali Kurtyki. Część dróg ma zamontowane stałe punkty asekuracyjne: ringi i stanowiska zjazdowe, na pozostałych wspinaczka tradycyjna (trad). Do przejścia tych dróg nie wystarczą same ekspresy. Wśród wspinaczy skalnych skała jest średnio popularna.

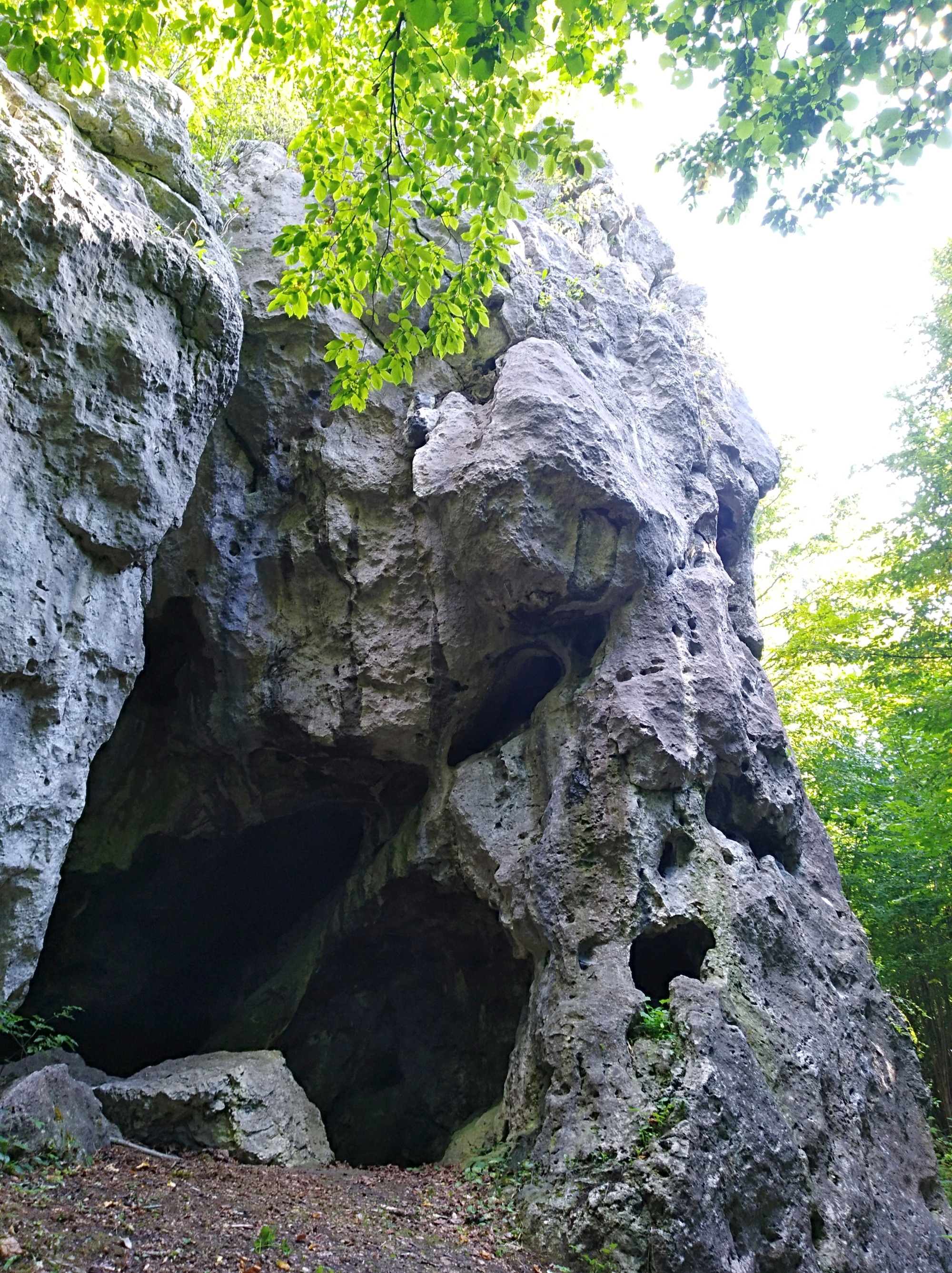
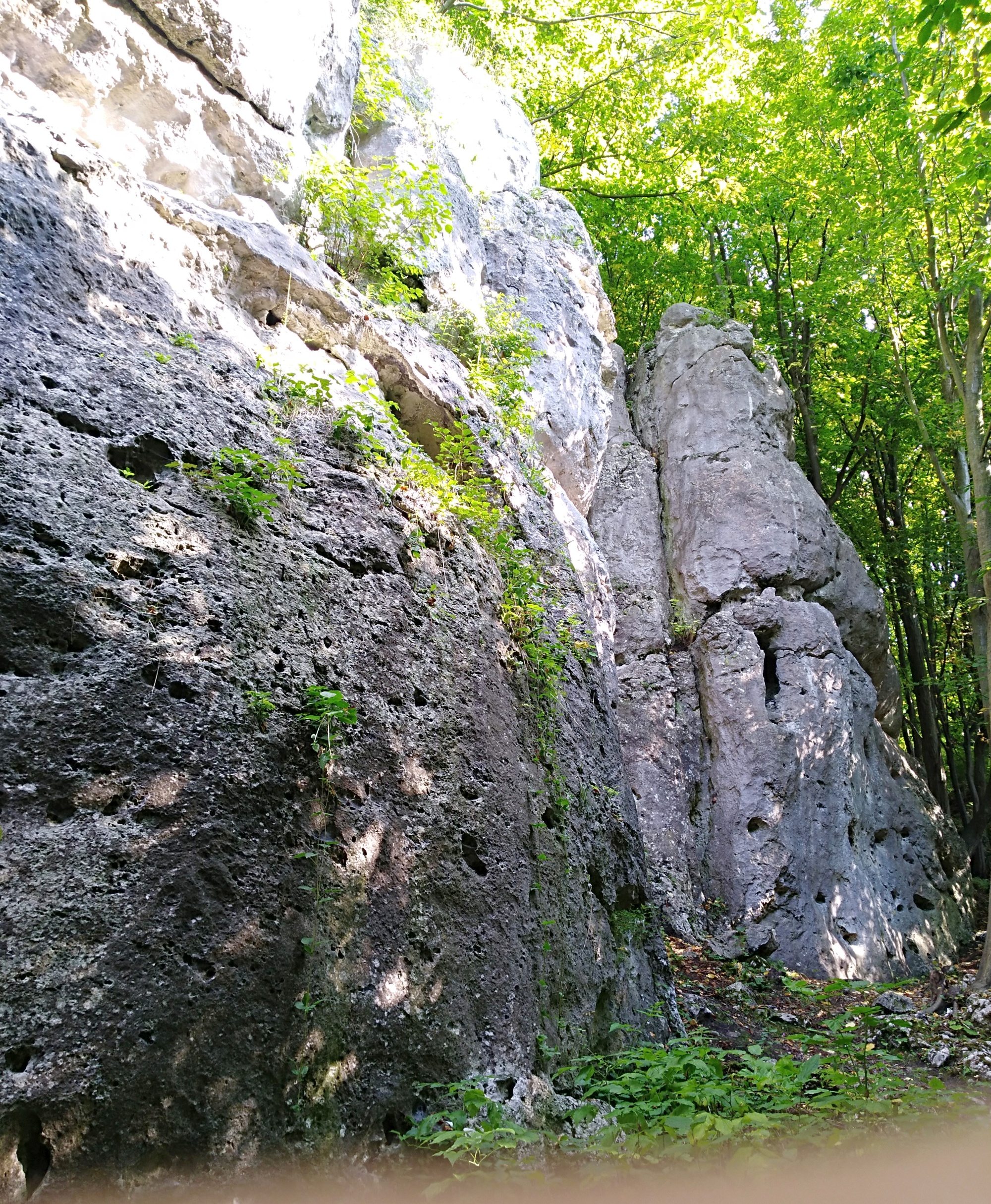
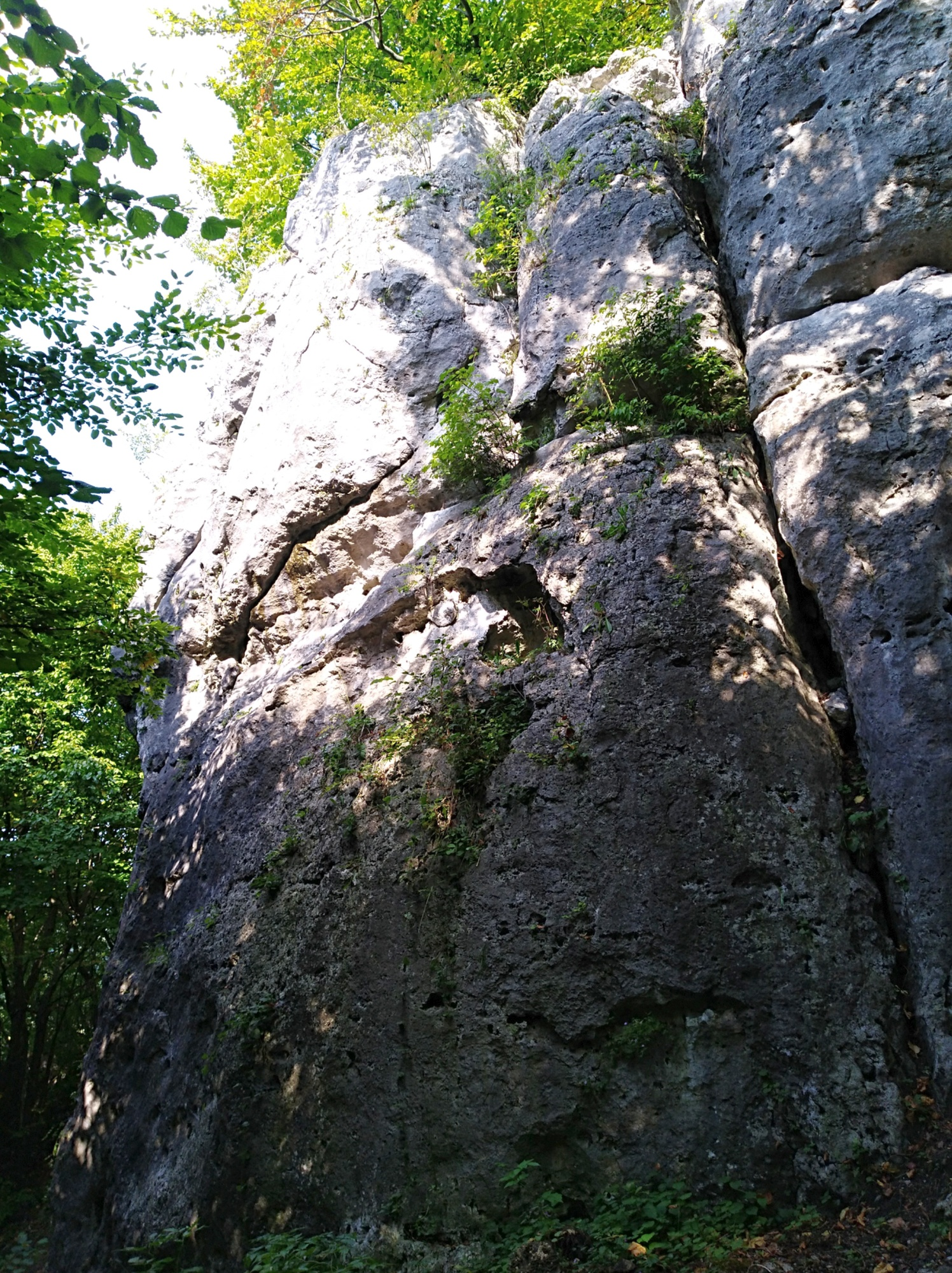
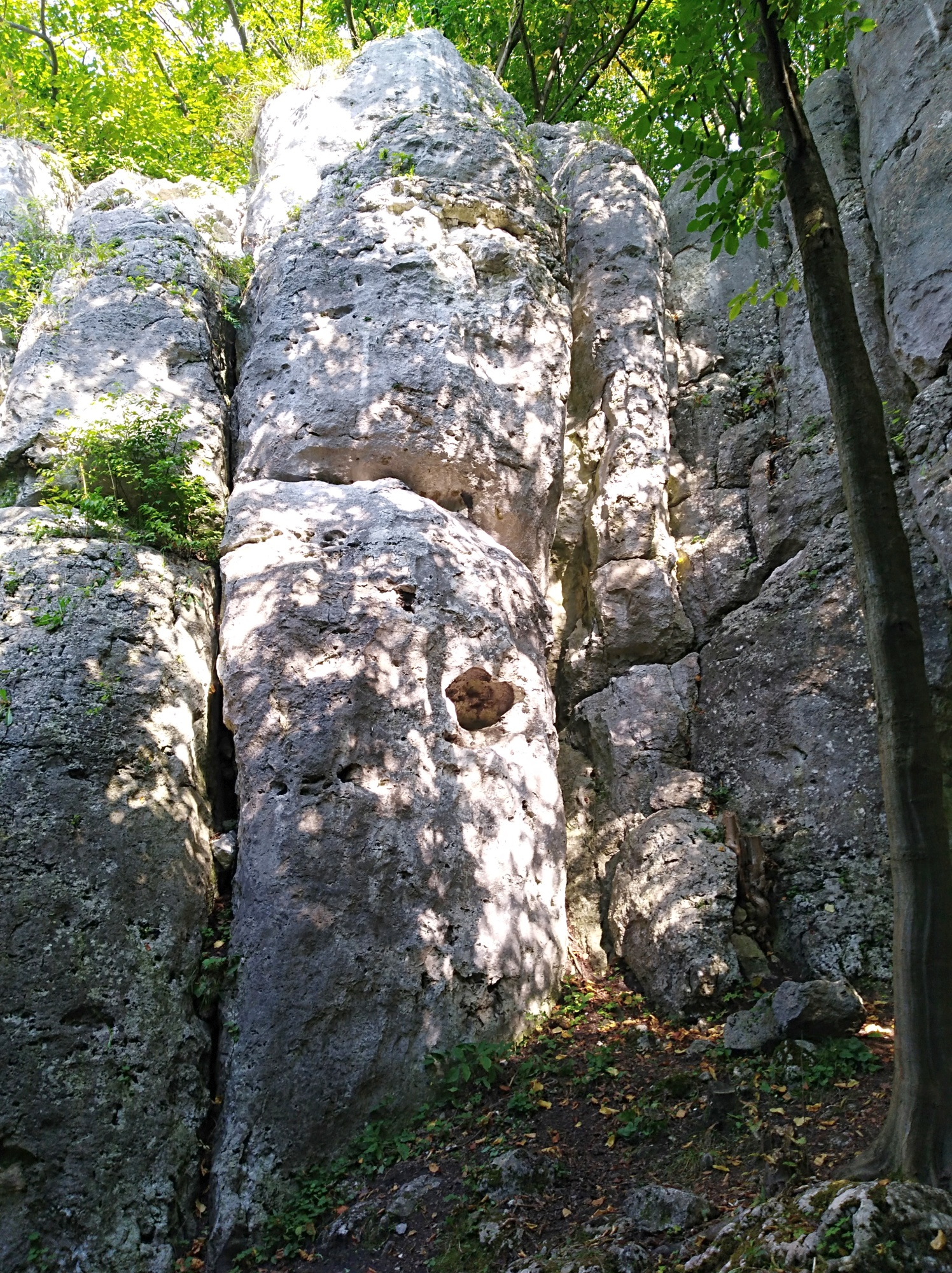
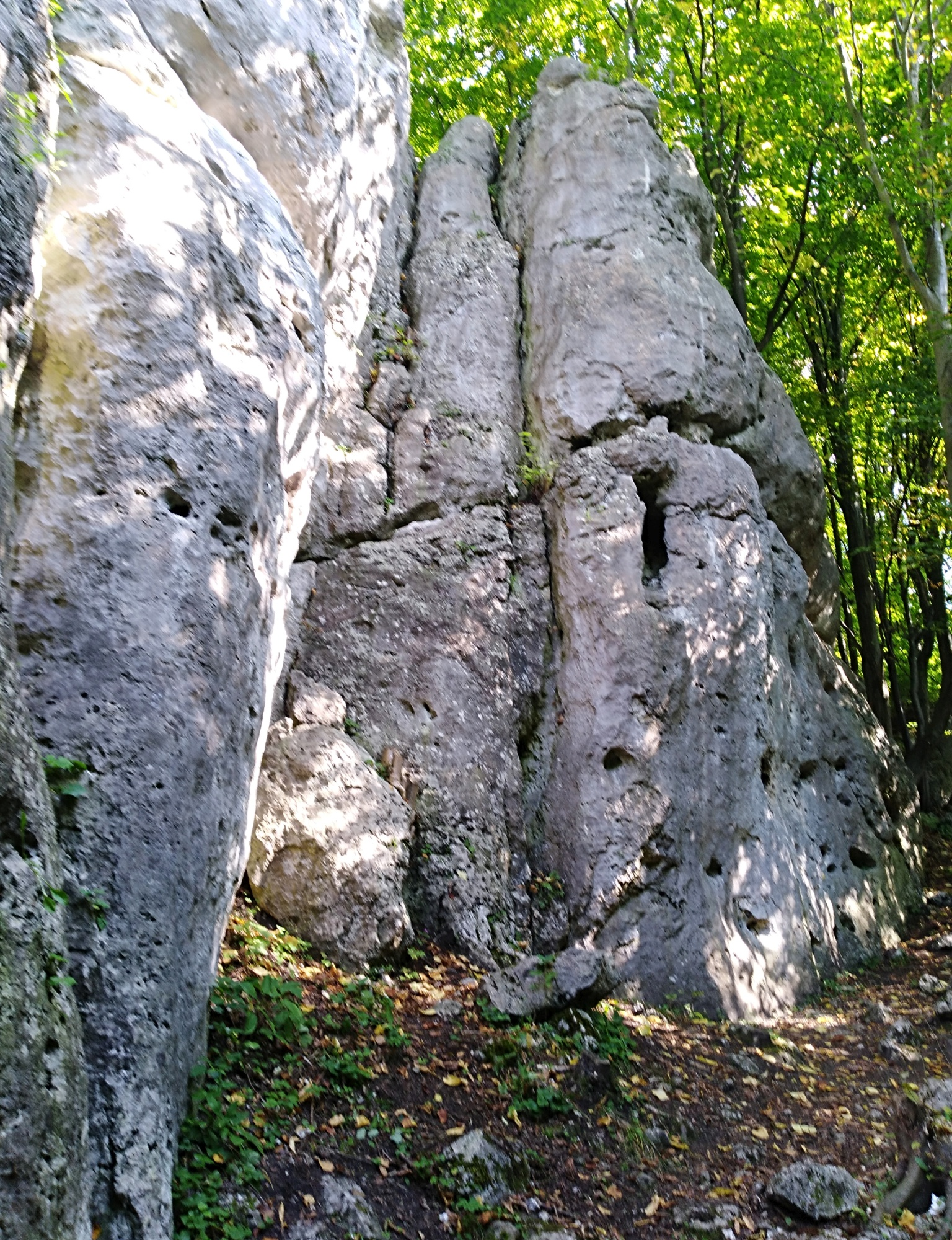
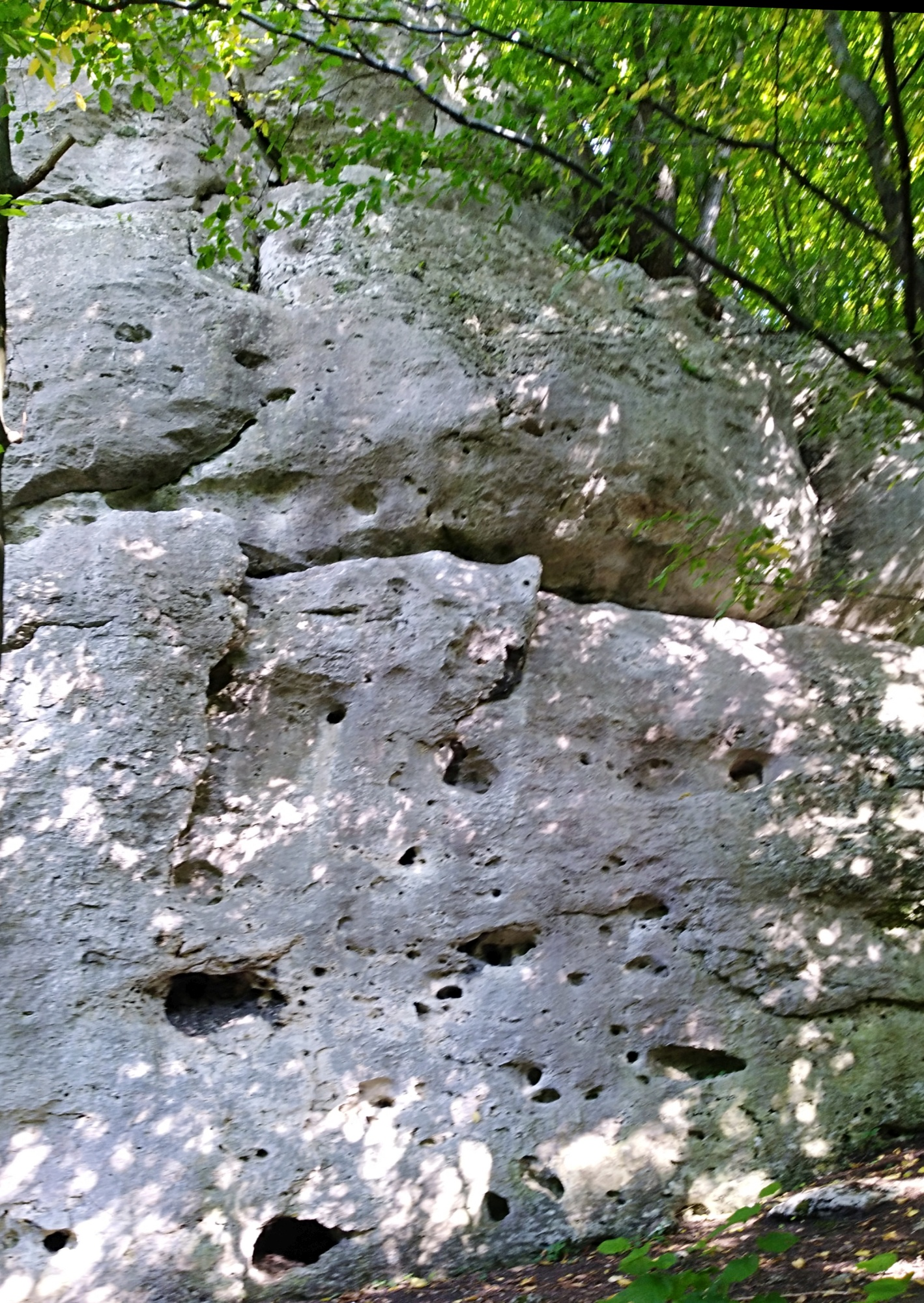
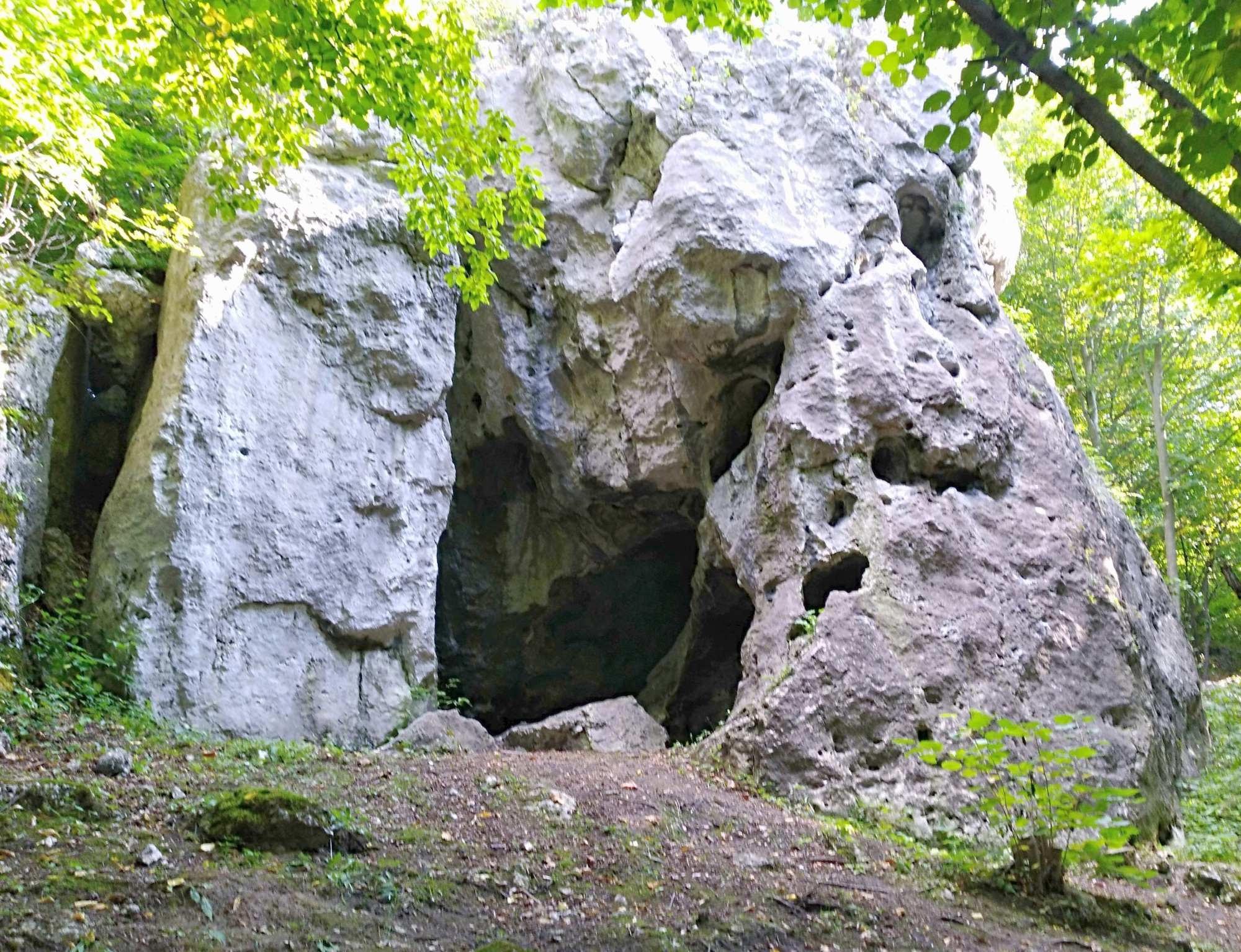
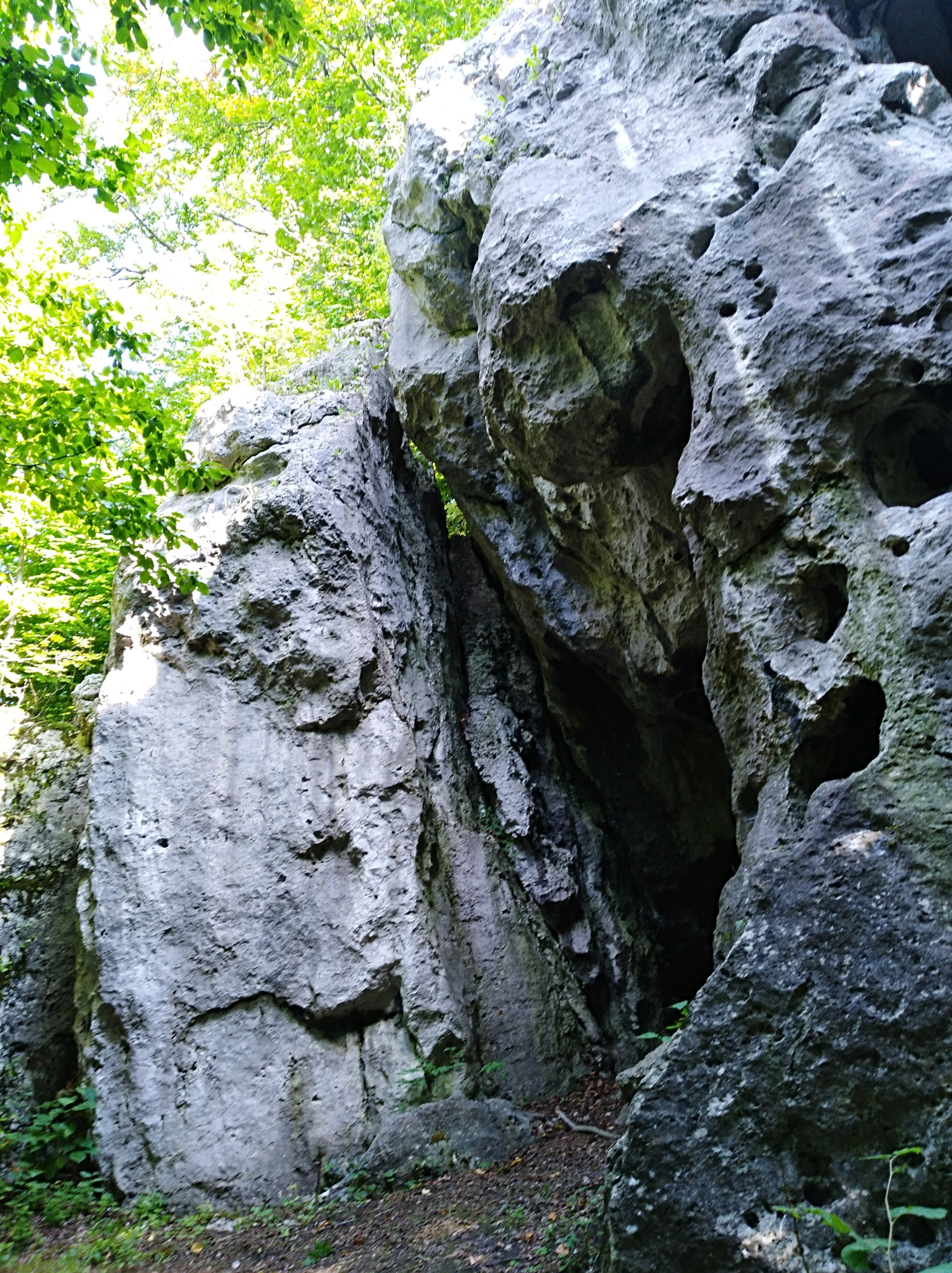

Tuż obok Białego Murku jest mniejsza skała Hasiok, na której również uprawiana jest wspinaczka skalna.

1. Slot; III, trad
2. Bebok; VI.2, 4r + st
3. Aport; VI.1+, trad
4. Umywalka; VI, 4r + st
5. Ugryź;V, trad
6. Pomnik na kółkach;V, trad
7. Kosai;VI.2+, 4r + st
8. Zagryź;VI W, trad
9. Lewy biały kominek; III+, trad
10. Włochata; IV, trad
11. Prawy biały kominek; IV, trad
12. Letnia piątka; V+, 4r + st
13. Awizo; VI.2, 4r + st
14. Przekomin; VI, trad
15. Przesada; III, trad
16. Biała rysa; IV+, trad
17. Kancik licencjacki; VI+, 4r + st
18. Pan samowchodzik; VI+, 5r + st
19. Niechciana niepodległość; V, trad
20. Przewieszka z pętlą; V, trad + st
21. Robin wzwód;VI, 4r + st
22. Podwójna rysa; IV+ trad[4].

W skale Biały Murek znajduje się Schronisko Dolne w Górze Drugie.